# Kościół św. Andrzeja Boboli w Żółwinie
Kościół pw. św. Andrzeja Boboli w Żółwinie – zabytkowy, katolicki kościół filialny znajdujący się w Żółwinie, wsi w województwie lubuskim. Należy do parafii św. Jana Chrzciciela w Zwierzynie (do 1975 przynależał do parafii Świętych Apostołów Piotra i Pawła w Starym Kurowie). Obiekt stoi bezpośrednio przy drodze wojewódzkiej nr 157.

## Historia i architektura
Obiekt wzniesiono w 1898 wieku dla lokalnej społeczności protestanckiej. Reprezentuje styl neogotycki, a jego smukła wieża jest z daleka widoczna na nadnoteckich łąkach. 
Jako katolicki poświęcony został 16 maja 1946. Do rejestru zabytków wpisano go w 2003.

## Otoczenie
Obok kościoła (od frontu) zachowała się ośmiokątna betonowa podstawa niemieckiego pomnika poświęconego poległym w I wojnie światowej. Widoczne są na niej wykute krzyże. Obecnie stanowi podstawę dla krzyża drewnianego.

## Galeria

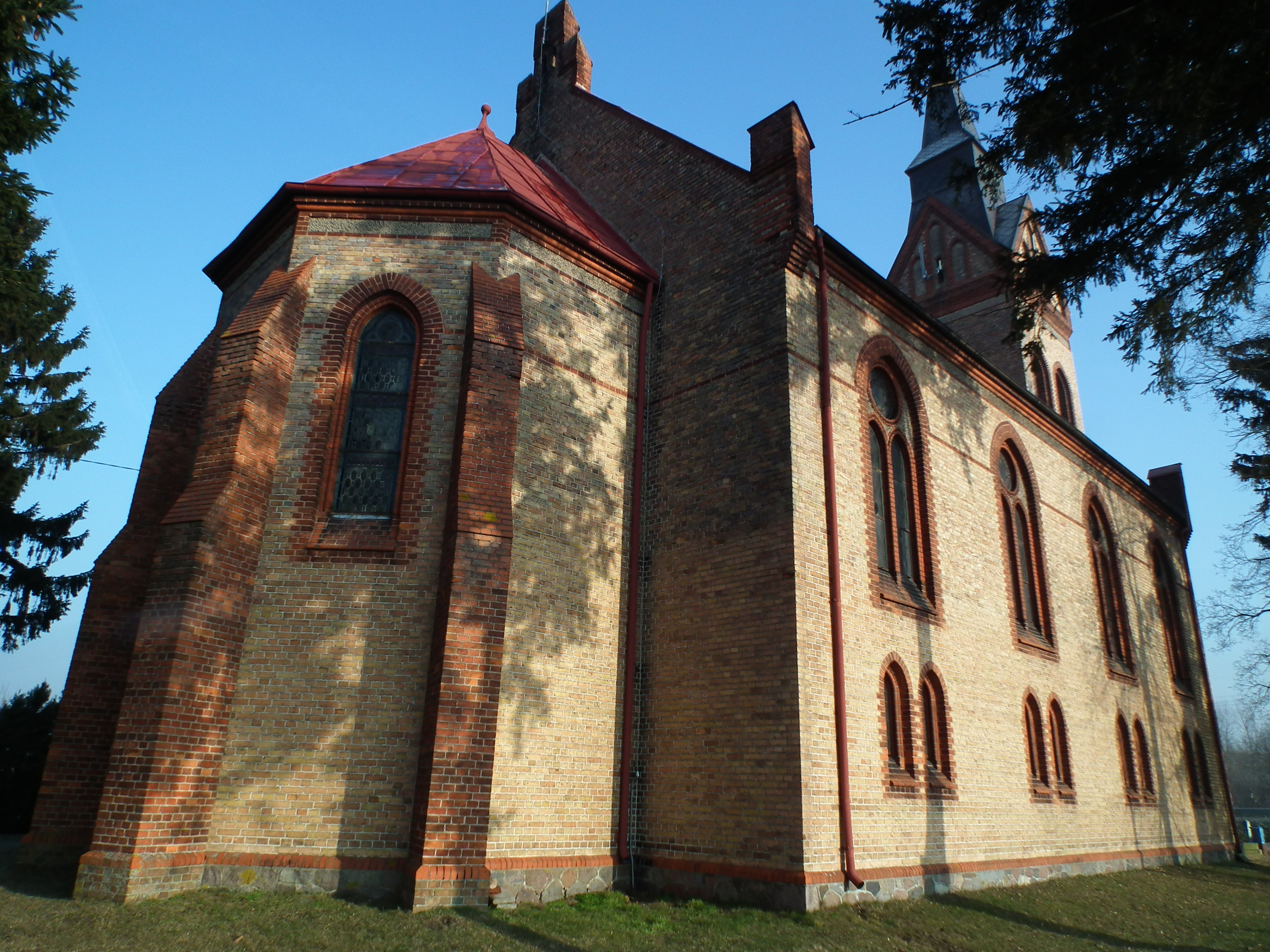
Prezbiterium
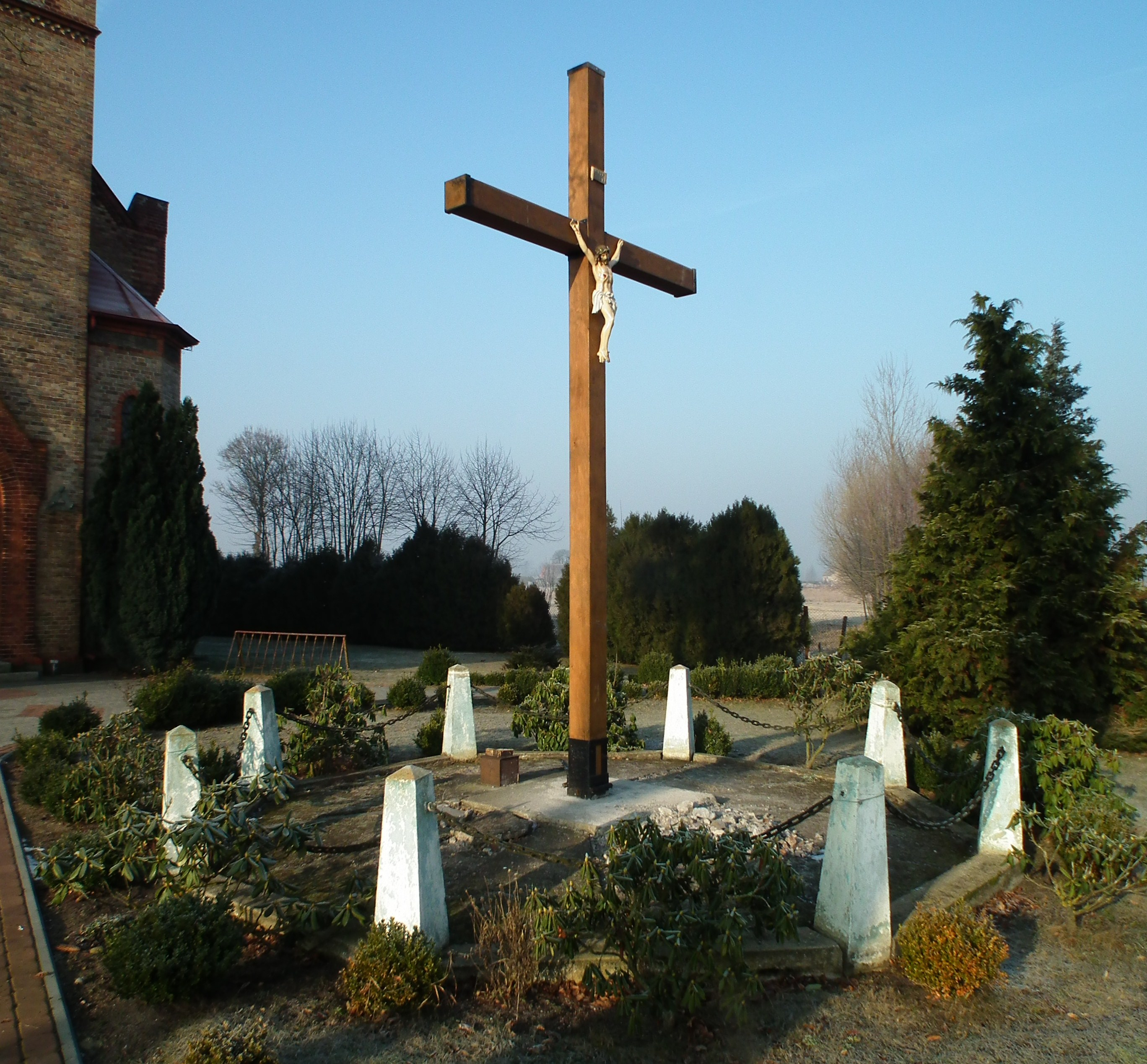
Postument dawnego pomnika
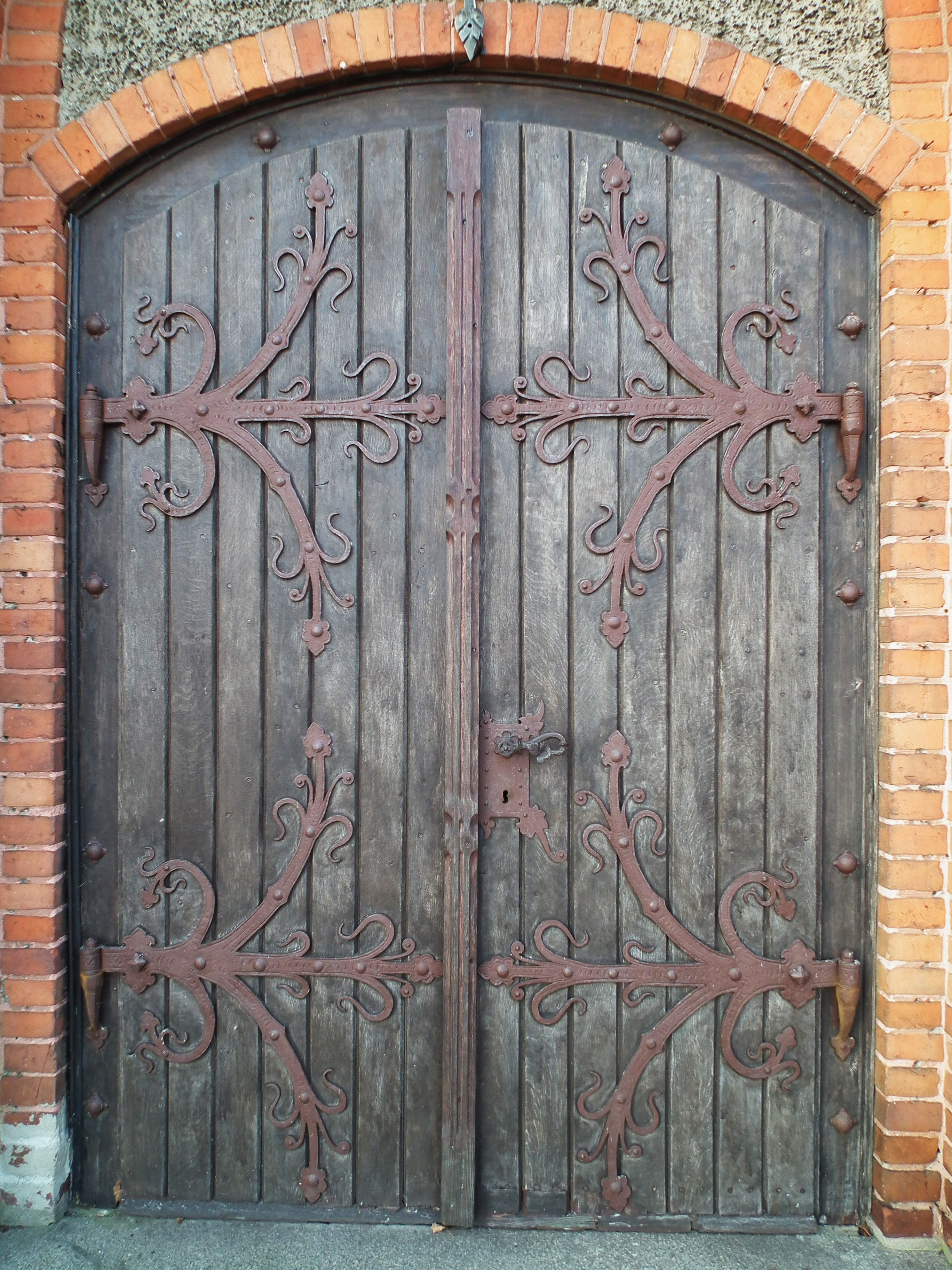
Detal drzwi